# یواس‌اس سنتینل (اس‌پی-۱۸۰)
یواس‌اس سنتینل (اس‌پی-۱۸۰) (به انگلیسی: USS Sentinel (SP-180)) یک کشتی بود که طول آن ۶۴ فوت (۲۰ متر) بود. این کشتی در سال ۱۹۱۷ ساخته شد.